# Грузинський національний музей
Грузинський національний музей (груз. საქართველოს ეროვნული მუზეუმი) — грузинська музейна мережа, яка об'єднує кілька провідних музеїв із різних частин країни. Заснована 30 грудня 2004 року, щоб об'єднати управління такими музеями:
- Музей Грузії ім. Симона Джанашія, Тбілісі
- Самцхе-Джавахетський історичний музей імені Іване Джавахішвілі, Ахалціхе
- Етнографічний музей імені Георгія Чітая, Тбілісі
- Державний музей мистецтв Грузії та його філій, Тбілісі
- Музей радянської окупації, Тбілісі
- Дманіський музей-заповідник історії та археології, Дманісі
- Археологічний музей-заповідник у Вані, Вані
- Музей історії Тбілісі, Тбілісі
- Сванетський музей історії та етнографії, Местія
- Інститут палеобіології, Тбілісі
- Музей Сігнагі, Сігнагі
- Будинок-музей поета Івана Мачабелі (село Тамарашені, нині на території Південної Осетії, музей зазнав руйнування на початку 2000-х[3])
- Національна картинна галерея Грузії, Тбілісі
- Інститут археології (Тбілісі), Тбілісі

Грузинський національний музей створено в рамках структурних, інституційних та правових реформ, спрямованих на модернізацію управління установами у форматі єдиної мережі, а також на координацію науково-дослідних та освітніх заходів. Із моменту заснування музеєм керує член-кореспондент АН Грузії професор Давид Лордкіпанідзе